# 有路下橋
有路下橋（ありじしもばし）は、京都府福知山市大江町二箇下（にかしも）と三河（そうご）間の由良川に架かる橋。別名は「三河橋（そうごばし）」で京都府道494号綾部大江線に指定され、増水時には橋が水面下に水没する沈下橋（潜没橋）である。平成25年台風第27号による増水で中央部65mが流失し、通行止めの状態となっていたが、2015年6月2日に復旧開通した。

## 沿革
- 1955年 - 竣工
- 2013年10月26日未明 - 平成25年台風第27号による増水で中央部65mが流失[1][2]。流失時は水位上昇のため通行止めとなっていた。
- 2015年6月2日 - 復旧開通